# Manuel Cosano
Manuel Cosano Bernal (Cádiz, Andalucía, España 11 de enero de 1955) es un exfutbolista español que se desempeñaba como delantero.

## Clubes
| Club                | País   | Año       |
| ------------------- | ------ | --------- |
| Cádiz C. F.         | España | 1972-1983 |
| C.D. Málaga         | España | 1983-1984 |
| R.C.D. de La Coruña | España | 1984-1985 |